# داگانا
داگانا (به لاتین: Dagana) یک منطقهٔ مسکونی در سنگال است که در ناحیه سن لوئیس واقع شده‌است. داگانا ۲۴۱٬۶۹۵ نفر جمعیت دارد.